# Johannes Wodarz
Johannes „tabseN“ Wodarz (* 5. April 1995 in Köln) ist ein seit 2012 aktiver deutscher E-Sportler in der Disziplin Counter-Strike: Global Offensive. Er ist derzeit bei Berlin International Gaming unter Vertrag.

## Karriere
Johannes „tabseN“ Wodarz spielte 2012 seine erste Saison der ESL Meisterschaft in Counter-Strike für das Team "Deutschlands kranke Horde". Mit der nächsten EPS Season stellte die Electronic Sports League auf Counter-Strike: Global Offensive um und Wodarz wechselte zu dotpiXels.
Bekanntheit erlangte er erstmals 2014 bei seiner 15-monatigen Zeit in mousesports. Ab Mai 2015 spielte er für Penta Sports, größere Erfolge blieben jedoch auch mit diesem Team vorerst aus. August 2016 wechselte er zu seinen früheren Teamkollegen Fatih „gob b“ Dayik und Nikola „LEGIJA“ Ninić in der nordamerikanischen Organisation NRG Esports, unter dessen Banner tabseN an der ersten Staffel der Eleague teilnahm.
Im Januar 2017 gründete er unter anderem mit Dayik und Ninić die deutsche Multigaming-Organisation Berlin International Gaming, die schnell zum besten deutschen Counter-Strike: Global Offensive Team Deutschlands wurde. Unter BIG erreichte tabseN erste internationale Erfolge, darunter bereits drei Major-Viertelfinaleinzüge. Zudem gehört er zu den ersten deutschen Spielern, die sich im größten deutschen Counter-Strike Event, der ESL One Cologne den Einzug in die Lanxess Arena gesichert und es 2018 bis in das Finale geschafft haben. 2019 übernahm er die Rolle des Ingame-Leaders von Fatih Dayik im BIG-Roster, aufgrund dessen Karriereende.
Von der Szene-Seite 99damage.de erhielt er den Award Bester deutscher Spieler 2019. Im Jahr 2020 lag er in diesem Ranking auf dem zweiten Platz.

## Erfolge (Auszug)
Dies ist ein Ausschnitt der Erfolge von tabseN. Da Counter-Strike in Wettkämpfen stets in Fünfer-Teams gespielt wird, beträgt das persönliche Preisgeld ein Fünftel des gewonnenen Gesamtpreisgeldes des Teams.
| Jahr | Platz   | Turnier                                              | Team                        | Persönliches Preisgeld |
| ---- | ------- | ---------------------------------------------------- | --------------------------- | ---------------------- |
| 2015 | 4.      | ESEA Season 18 LAN                                   | mousesports                 | 0002.000 $             |
| 2016 | 8.      | Esports Championship Series Season 2 – North America | NRG Esports                 | 0001.500 $             |
| 2016 | 3.–4.   | GAMEKIT Counter Pit League Season 2 Finals           | NRG Esports                 | 0002.080 $             |
| 2016 | 2.      | FACEIT Pro League EU July 2016                       |                             | 0003.000 $             |
| 2017 | 2.      | DreamHack Leipzig 2017                               | Berlin International Gaming | 0004.000 $             |
| 2017 | 1.      | iGame.com Winter Invitational                        | Berlin International Gaming | 0001.500 $             |
| 2017 | 3.      | Copenhagen Games 2017                                | Berlin International Gaming | 0001.000 €             |
| 2017 | 1.      | ESL Meisterschaft: Spring 2017                       | Berlin International Gaming | 0001.600 €             |
| 2017 | 2.      | ESEA Season 24: Global Challenge                     | Berlin International Gaming | 0002.000 $             |
| 2017 | 1.      | PGL Major: Kraków 2017 – European Minor              | Berlin International Gaming | 0006.000 $             |
| 2017 | 5. – 8. | PGL Major: Kraków 2017                               | Berlin International Gaming | 0007.000 $             |
| 2018 | 2.      | ESL One Cologne 2018                                 | Berlin International Gaming | 0010.000 $             |
| 2018 | 5. – 8. | Faceit Major: London 2018                            | Berlin International Gaming | 0007.000 $             |
| 2018 | 3.      | SuperNova CS:GO Malta                                | Berlin International Gaming | 0003.000 $             |
| 2018 | 1.      | ESEA Season 27: Global Challenge                     | Berlin International Gaming | 0003.600 $             |
| 2020 | 1.      | DreamHack Open Leipzig 2020                          | Berlin International Gaming | 0010.000 $             |
| 2020 | 1.      | DreamHack Masters Spring 2020: Europe                | Berlin International Gaming | 0010.400 $             |
| 2020 | 1.      | cs_summit 6                                          | Berlin International Gaming | 0006.800 $             |
| 2020 | 1.      | DreamHack Open Summer 2020: Europe                   | Berlin International Gaming | 0007.000 $             |
| 2021 | 1. – 3. | BLAST Premier: Spring Groups 2021                    | Berlin International Gaming | 0005.000 $             |
| 2021 | 1.      | Funspark ULTI 2020 - Europe Final                    | Berlin International Gaming | 0030.000 $             |
| 2021 | 2.      | DreamHack Open November 2021                         | Berlin International Gaming | 0004.000 $             |
| 2022 | 3. – 4. | Intel Extreme Masters XVII - Dallas                  | Berlin International Gaming | 0004.000 $             |
| 2022 | 3.      | Pinnacle Cup Championship                            | Berlin International Gaming | 0007.000 $             |
| 2022 | 1.      | Roobet Cup                                           | Berlin International Gaming | 0030.000 $             |
| 2022 | 2.      | Elisa Masters Espoo 2022                             | Berlin International Gaming | 0005.600 $             |

Stand: 31. Dezember 2022